# SpaceX
Space Exploration Technologies Corporation, cunoscută ca SpaceX, este o companie privată din Statele Unite ale Americii dedicată realizării de vehicule pentru transport în spațiul cosmic, fondată ca o companie pornind de la zero de către co-fondatorul companiei PayPal, antreprenorul Elon Musk.
Domeniul primar de lucru al companiei este proiectarea, realizarea și dezvoltarea de vehicule spațiale de lansare parțial sau total refolosibile, așa cum sunt Falcon 1 și Falcon 9, respectiv seria de capsule spațiale numite Dragon. 
SpaceX a avut original sediul în El Segundo, dar operează actualmente în Hawthorne, ambele aflate în statul american California.
La 28 septembrie 2008, după trei încercări anterioare nereușite , SpaceX a reușit să lanseze pe orbită stabilă primul său vehicul cosmic purtat de racheta purtătoare Falcon 1, care este un concept 100% original al companiei. Este o realizare tehnică remarcabilă, întrucât compania este în întregime privată, spre deosebire de NASA, ESA sau alte organizații similare, care sunt agenții guvernamentale sau multi-guvernamentale.  

## Istoric

De la stânga la dreapta, Falcon 1, Falcon 9 v1.0, trei versiuni ale Falcon 9 v1.1, trei versiuni ale Falcon 9 v1.2, doua versiuni ale Falcon 9 Block 5,și Falcon Heavy

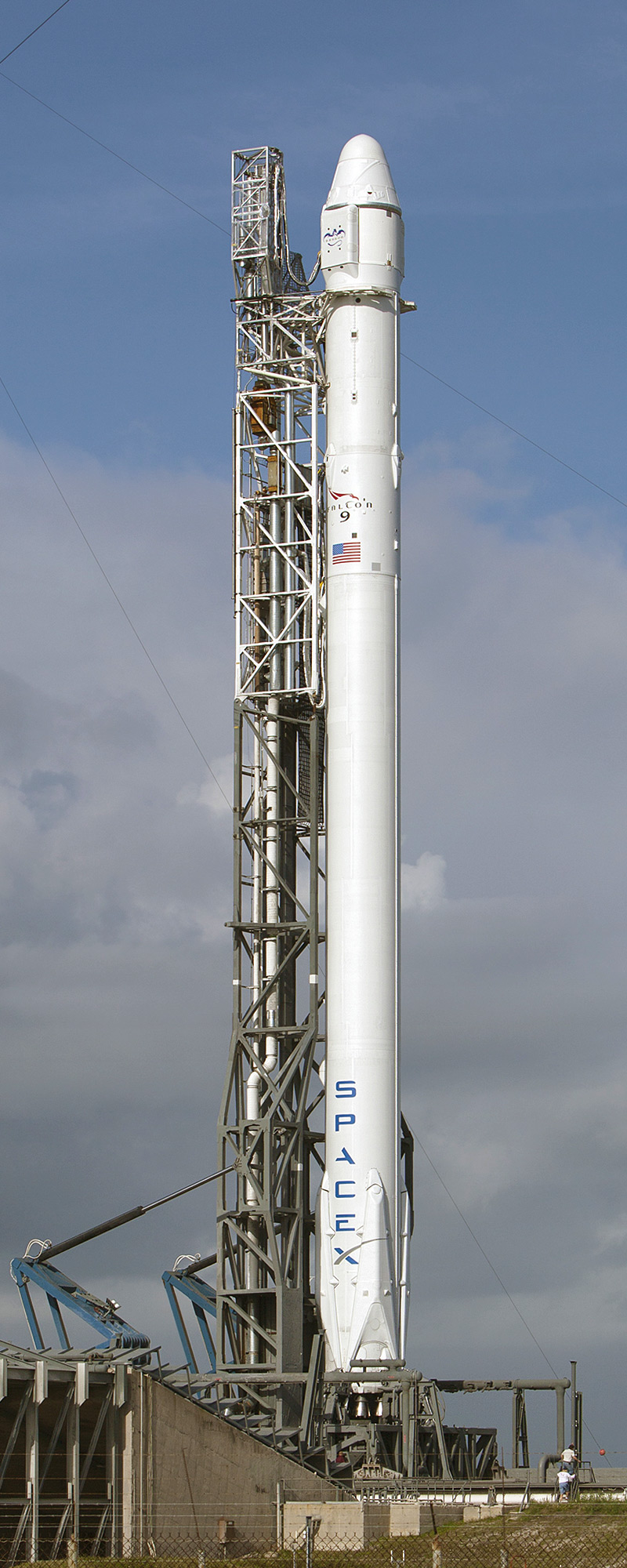
Falcon 9 v1.1

## Vehicule spațiale
SpaceX realizează două vehicule de lansare majore; Falcon 1, de dimensiuni mici, care a zburat pentru prima dată cu succes la 28 septembrie 2008, respectiv clasa de vehicule de lansare (acronim în engleză, EELV) mari, Falcon 9, care au fost lansate în 2009. Au existat planuri ca un vehicul intermediar de lansare, Falcon 5, să fie realizat, dar dezvoltarea prototipul a fost oprită. SpaceX dezvoltă de asemenea, SpaceX Dragon, un vehicul orbital pentru echipaje umane.
Elon Musk a afirmat în 22 aprilie, pe pagina web a companiei (vedeți www.spaceX.com), că SpaceX vânduse deja, la acea dată, 14 contracte de zbor spațial pentru diverse vehicule din seria Falcon. 

### Falcon 1

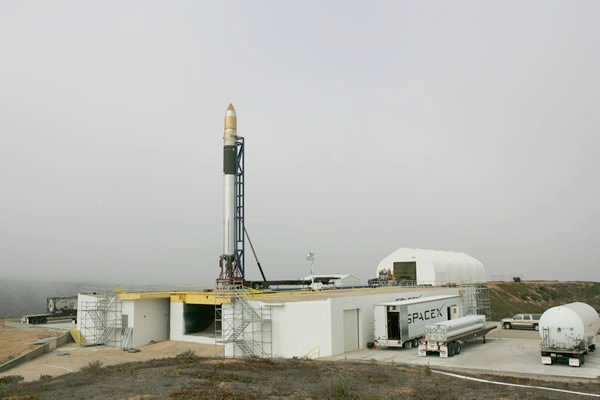
Primul Falcon 1 la Centrul Spațial de Lansări de la Three West (SLC-3W), Vandenberg Air Force Base.

### Falcon Heavy
Falcon Heavy este un sistem de lansare spațial dezvoltat și aflat în construcție de compania privată americană SpaceX. Falcon Heavy ca consta din nucleul standard al rachetei Falcon 9 și va putea transporta o sarcină utilă de aproximativ 53 de tone, comparativ cu doar 13 de tone ale lui Falcon 9. Prima lansare este de așteptată pentru anul 2015. 

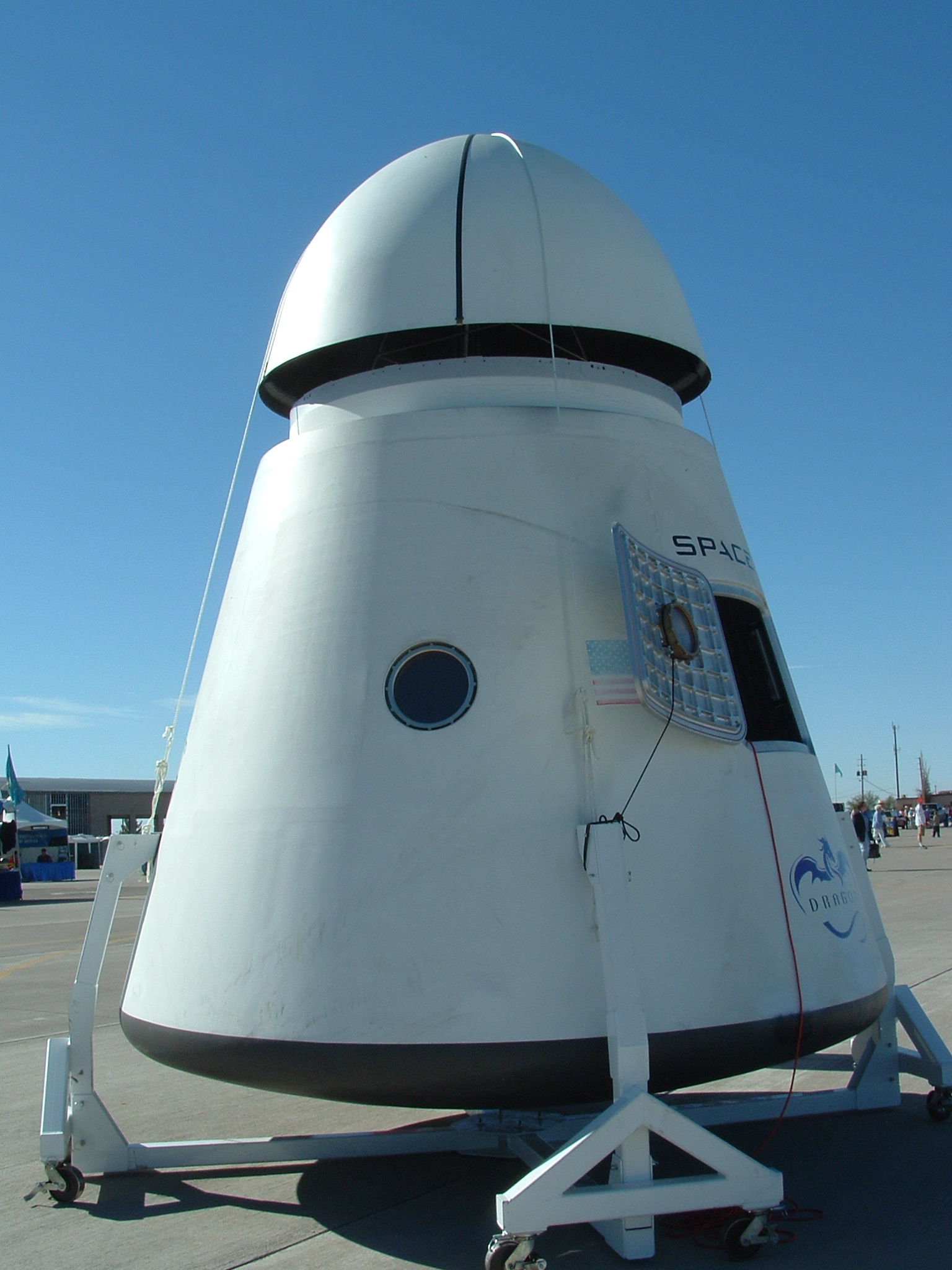

## Variante de rachetă purtătoare

### Foste rachete purtătoare
- Falcon 5

## Locuri de lansare
- Centrul Spațial Kennedy Complex 40.[4]